# Arib
Arib – miasto w Algierii, w prowincji Ajn ad-Dafla.